# Liz Calder
Liz Calder (Londres, 20 de janeiro de 1938) é uma editora inglesa que durante sua carreira descobriu alguns dos escritores mais conhecidos da literatura contemporânea.

## Atuação profissional
Calder iniciou sua carreira editorial em 1971 na Victor Gollancz Ltd, onde publicou o primeiro romance Grimus, de Salman Rushdie, The World According to Garp, de John Irving, e The Passion of New Eve, de Angela Carter. Ao ingressar na Jonathan Cape em 1979, ela publicou dois vencedores do Booker Prize: Midnight's Children, de Salman Rushdie, e Hotel du Lac, de Anita Brookner. Ela também foi editora de Julian Barnes em seus quatro primeiros romances. Em 1986, tornou-se diretora fundadora da Bloomsbury Publishing, onde lançou livros de J.K. Roling, Margaret Atwood, Michael Ondaatje e a laureada com o Nobel de literatura Nadine Gordimer. Ela também presidiu o Royal Court Theatre (2000–2003) e, desde 2003, é Presidente da Festa Literária Internacional de Paraty (FLIP), no Brasil, onde viveu de 1964 a 1968. Em 2009, juntou-se a John e Genevieve Christie e Louis Baum para fundar a Full Circle Editions.

## Homenagens
- Em 2018, no seu aniversário de 80 anos, Calder foi nomeada Comendadora da Ordem do Império Britânico (CBE) por seus serviços à literatura.[9]
- Em 2018, foi nomeada Membro Honorário da Royal Society of Literature e recebeu a Medalha RSL Benson em reconhecimento às suas "obras meritórias em poesia, ficção, história e belas-letras".[10]
- Em 2019, recebeu o título honorário de Doutora em Letras pela University of Canterbury.[11]
- Em 2004, recebeu a Ordem do Mérito Cultural.[12]